# Pompa Volanta
La pompa "Volanta" è una pompa a motrice umana messo a punto per l'approvvigionamento di acqua dai pozzi utilizzata in alcuni paesi africani.

## Storia
Nell'occasione di un soggiorno in Guinea-Bissau, paese minacciato dalla siccità e pertanto dalla penuria d'acqua, l'olandese Gert Jan Bom mette a punto una pompa a motrice umana per venire in soccorso della popolazione. La sua intuizione lo porta alla ricerca di un sistema a volano, preferito a quello a leva, per la possibilità di avere un ritmo di pompaggio regolare. Questa pompa prende il nome di “Bomba Volanta”, che in portoghese vuol dire proprio pompa a volano.
La sua cooperazione in Guinea-Bissau ebbe fine prima che il signor Bom avesse avuto il tempo di rifinire il suo progetto, progetto che sarà ultimato in Burkina Faso, infatti dalla Guinea viene inviato dalla Cooperazione nella città di Dédougou.
L'inventore non aveva abbandonato la sua idea e si mise alla ricerca di un laboratorio che gli permettesse di continuare i suoi esperimenti. Fu così che i suoi passi lo condussero al "Centre Sainte Famille" di Saaba diretto da fratel Ilario Cob, un tecnico creativo e ricco di esperienza. I due collaboreranno strettamente al perfezionamento della pompa, tanto che soltanto alcune parti dell'iniziale progetto rimangono invariate rispetto alla loro forma originale. Infatti i cavi del volano vengono sostituiti progressivamente con tondini di ferro da 8 mm, in seguito in acciaio inox da 9 mm con occhiello alle estremità ed infine con barre in acciaio inox da 10 mm con filettatura. Le tubature in PVC ed i manicotti furono oggetto di grandi cure e di interventi di esperti, mentre il cilindro in nylon ed il pistone in bronzo diventano rispettivamente di fibra di vetro e di acciaio inossidabile.

## Officine di Saaba
Il CENTER SAINTE FAMILLE, gestito dall'Associazione burkinabè dei Fratelli della Sacra Famiglia, è un laboratorio di costruzioni metalliche e di fabbricazione di pompe situato nel dipartimento di Saaba, provincia di Kadiogo, ovvero a pochi passi dalla capitale Ouagadougou.
Dal 1983, sono state fabbricate oltre 5.000 pompe installate in Burkina e nei paesi limitrofi, con una capacità di produzione di 2 pompe al giorno (600/700 annue).
L'atelier di Saaba garantisce sempre i ricambi di ogni singola parte della pompa essendo questa totalmente costruita in loco, ed inoltre, per quanti lo desiderano, viene impartita un'adeguata formazione per la manutenzione e l'installazione della pompa stessa.
Anche se la costruzione della Volanta rimane l'attività principale, il laboratorio assicura la produzione di mobili, serbatoi e impianti solari per il pompaggio dell'acqua nonché di pannelli solari per l'acqua calda.

## Caratteristiche della pompa Volanta
La Volanta è una pompa a motrice umana che può tuttavia essere azionata da un motore solare, elettrico o termico, ma anche esperienze a trazione animale sono state eseguite. I sistemi sopra citati si sono dimostrati nel tempo molto efficaci ed è possibile passare da un sistema all'altro senza la necessità di trasformazioni particolari.
Per una resa maggiore è possibile installare un motore ad energia solare per il giorno ed un motore termico per la notte, quando naturalmente la portata del pozzo lo permette. La profondità ideale d'installazione è di 70 metri.
Se il pompaggio a mano può fornire circa 800 litri d'acqua orari, i motori termici ed elettrici possono permettere di pompare all'incirca 3 m3 d'acqua all'ora, sempre a seconda della portata del pozzo. Invece un sistema a conduzione solare con una potenza di 440 watt, pompa 10 m3 di acqua, funzionando con 6 ore di sole al giorno.
Questi sistemi di automazione diventano molto importanti quando le perforazioni prevedono una grande portata per fare fronte a una richiesta elevata, come nei casi di edifici collettivi, di scuole, di centri di allevamento o di grandi superfici agricole da sfruttare.
Delle oltre 5.000 pompe Volanta in funzione in Burkina e nei paesi limitrofi ben 1.150 sono state installate nell'ansa del Mouhoun e 570 nella regione di Sourou-Nayala.

## Dati tecnici
La struttura superiore comprende il volano di 37,5 kg, un peso necessario per facilitarne il funzionamento dopo l'inerzia iniziale.
Un albero eccentrico permette di trasformare il movimento di rotazione in movimento di traslazione. La barra guida è collegata all'albero eccentrico da una forcella e dalla biella.
La parte interrata comprende tubature in PVC di 2,85 m di lunghezza raccordati tra loro da manicotti dello stesso materiale. I tubi in PVC sopportano una pressione di 10 bar ed i manicotti una pressione di 16 bar. Il diametro esteriore dei tubi in PVC è di 90 mm. Le barre di acciaio inox collegano il pistone che è posizionato anch'esso in un cilindro la cui alesatura interna è di 50 mm, per una lunghezza di 1,20 m.
L'altezza del riflusso è di 40 m dal suolo e permette l'uso di un serbatoio sopraelevato.
I vantaggi di questa pompa, fra gli altri, sono la capacità di riflusso, ed il suo filtro autopulente, oltre ad essere di facile smontaggio e non richiede particolari strumenti per essere estratta.